# Petalacte
Petalacte là một chi thực vật có hoa trong họ Cúc (Asteraceae).

## Loài
Chi Petalacte gồm các loài: